# Kłoniszew
Kłoniszew – wieś w Polsce położona w województwie łódzkim, w powiecie poddębickim, w gminie Zadzim.
Miejscowość położona jest na Wysoczyźnie Łaskiej.
W latach 1954–1968 wieś należała i była siedzibą władz gromady Kłoniszew, po jej zniesieniu w gromadzie Zygry. W latach 1975–1998 miejscowość administracyjnie należała do województwa sieradzkiego.